# The Fabelmans
The Fabelmans  és un film dramàtic estatunidenc del 2022 dirigit per Steven Spielberg, amb guió del propi Spielberg conjuntament amb Tony Kushner i protagonitzada per Michelle Williams, Paul Dano, Seth Rogen i Gabriel LaBelle. Es va estrenar al Festival de cinema de Toronto on va guanyar el Premi del Públic. S'ha subtitulat al català.
Va rebre el reconeixement com a millor pel·lícula i millor direcció a la 80a cerimònia dels Globus d'Or celebrada a Los Angeles.

## Argument
Sammy Fabelman viu amb la seva família a Nova Jersey als anys 50 del segle xx. El seu pare, Burt, és un enginyer informàtic, un addicte al treball al costat del seu amic de sempre Bennie. Els nens li diuen oncle Bennie i passa molt de temps amb la família. Mentre que Burt és més analític, la mare d'en Sammy, Mitzi, és una artista. Ella toca el piano i li hauria agradat fer-ho professionalment, però ho va abandonar per criar els seus fills.
Els pares porten en Sammy al cinema a veure la seva primera pel·lícula, L'espectacle més gran del món (The Greatest Show on Earth) de Cecil B. DeMille i queda enlluernat per l'escena del xoc del tren. Està meravellat i veu que ell també vol ser director de cinema. Amb 8 anys comença a reconstruir l'escena de la pel·lícula amb una maqueta de tren amb la càmera de 8 mm del seu pare. Sammy aviat comença a filmar amb regularitat, de vegades implicant les seves germanes petites Reggie, Natalie i Lisa en els seus rodatges.
A principis de 1957 la família es trasllada de Nova Jersey a Arizona, per una nova feina del pare, el noi manté una passió per les imatges en moviment. Un Sammy, ara adolescent, continua fent pel·lícules amb els seus amics Boy Scout. Els Fabelman, amb l'oncle Boris, fan un viatge d'acampada i en Sammy filma la seva família al bosc i ja es veu que té un sentit especial per apreciar el llenguatge corporal dels altres, també editant el material rodat.
La família es trasllada a Califòrnia, on Burt ha trobat una nova feina i on viu la seva àvia Hadassah. Han de deixar en Bennie a Arizona, però abans li regala una nova càmera de cinema a en Sammy. En la nova escola dos nois assetgen en Sammy, d'altra banda comença a sortir amb la Mónica, una companya de classe. Mitzi i Burt anuncien el seu divorci, deixant a la família desconsolada. Sammy vol que la Monica l'acompanyi a Hollywood després de l'escola secundària, però la noia trencarà la relació.
En Sammy rep el reconeixement dels companys per la pel·lícula de graduació que havia filmat. La Mitzi encoratja el seu fill perquè no renunciï a la seva passió pel cinema.
L'any següent en Sammy viu amb en Burt a Hollywood, on finalment rebrà una oferta per treballar a la sèrie Hogan's Heroes. Un executiu de l'emissora el convida a conèixer el director de cinema John Ford, una de les seves grans influències cinematogràfiques, que li ofereix a Sammy algunes indicacions breus sobre l'enquadrament.

## Repartiment
- Michelle Williams : Mitzi Fabelman
- Paul Dano: Burt Fabelman
- Gabriel LaBelle: Sammy Fabelman
- Seth Rogen: Bennie Loewy
- Judd Hirsch: Oncle Boris
- Mateo Zoryan: Sammy de jove
- Keeley Karsten: Natalie Fabelman
- Alina Brace: Natalie de jove
- Julia Butters: Reggie Fabelman
- Birdie Borria: Reggie de jove
- Sophia Koera: Lisa Fabelman
- Jeannie Berlin: Hadassah Fabelman, mare d'en Burt
- Robin Barkett: Tina Schildkraut, mare de la Mitzi
- Chloe East: Monica Sherwood
- David Lynch: John Ford

## Al voltant de la pel·lícula
The Fabelmans és un film enquadrable en el gènere Coming-of-age i ha estat aclamada com la pel·lícula més autobiogràfica de Spielberg, amb una història d'un adolescent amant del cinema que s'enfronta a la desintegració del matrimoni dels seus pares al mig oest americà de mitjans del segle passat. El mateix director explica que tracta els problemes de parella dels seus pares i l'antisemitisme que va patir en la seva adolescència, una història que ara ha cregut que era moment d'explicar en aquest film.
La pel·lícula es va rodar a Moorpark, a l'estat de Califòrnia, Nova York, Phoenix (Arizona) i Nova Jersey. La filmació va començar el juliol de 2021 durant la pandèmia de COVID-19 i va acabar en uns 59 dies al setembre del mateix any. Tot i que la major part de la història està ambientada a Phoenix, Arizona, la major part del rodatge es va produir a Califòrnia.

## Recepció

### Crítica
A l'agregador en línia de ressenyes de pel·lícules Rotten Tomatoes, The Fabelmans obté una valoració positiva del 92% dels crítics sobre un total de 302 revisions, amb una valoració mitjana de 8,20/10. L'audiència li dona un 4,2/5, amb una valoració positiva del 83%.
Segons Metacritic, la pel·lícula obté una acollida positiva amb una qualificació de 84/100 a partir de les opinions de 56 crítics, amb 53 valoracions positives i 3 combinades. Els usuaris la valoren amb una puntuació de 7,3/10.
Per Odie Henderson de Boston Globe, The Fabelmans és una carta d'amor semiautobiogràfica d'Spielberg a les pel·lícules. Similar opinió per part de John Defore, que a The Hollywood Reporter hi veu alhora una vívida captura dels primers flaixos de l'autor sobre el cinema i un retrat, ple d'amor però sense ennuvolar-se per la nostàlgia.
Segons Owen Gleiberman a Variety, com totes les bones memòries, la pel·lícula tracta d'unes quantes coses alhora: en aquest cas, l'aventura de créixer, els plaers i els perills de convertir-se en artista i el turment de veure com es separen els teus pares. La pel·lícula s'obre un espai en el cinema del divorci, ja que la relació de Mitzi i Burt Fabelman, interpretada per Michelle Williams i Paul Dano, es desintegra amb el temps, gairebé a càmera lenta. El divorci dels pares de Spielberg es va convertir en tema recurrent en les seves pròpies pel·lícules.
L'atractiu, però, de "The Fabelmans" és com Spielberg, quan era un nen mig americà que va créixer als anys 50 i principis dels 60, es va enamorar de fer pel·lícules, i com, fent-ho, va reinventar les pel·lícules des de la base.